# Чейз Джексон
Чейз Фостер Джексон (дошлюбне прізвище — Ілі) (20 липня 1994 , Лос-Аламос, Нью-Мексико ) — американська легкоатлетка, що спеціалізується на штовханні ядра, чемпіонка світу.

## Кар'єра
| Рік             | Змагання                     | Місце проведення | Місце           | Дисципліна      | Результат       | Примітки        |
| Представник США | Представник США              | Представник США  | Представник США | Представник США | Представник США | Представник США |
| --------------- | ---------------------------- | ---------------- | --------------- | --------------- | --------------- | --------------- |
| 2016            | Олімпійські випробування США | Юджин, США       | 7               | штовхання ядра  | 18.46 м         |                 |
| 2019            | Чемпіонат США                | Де-Мойн, США     | 1               | штовхання ядра  | 19.56 м         |                 |
| 2019            | Чемпіонат світу              | Доха, Катар      | 7               | штовхання ядра  | 18.82 м         |                 |
| 2021            | Олімпійські випробування США | Юджин, США       | 5               | штовхання ядра  | 18.39 м         |                 |
| 2022            | Чемпіонат світу в приміщенні | Белград, Сербія  | 2               | штовхання ядра  | 20.21 м         | AIR             |
| 2022            | Чемпіонат США                | Де-Мойн, США     | 1               | штовхання ядра  | 20.51 м         |                 |
| 2022            | Чемпіонат світу              | Юджин, США       | 1               | штовхання ядра  | 20.49 м         |                 |